# Flectonotus ohausi
Flectonotus ohausi är en groddjur från Brasilien som tillhör släktet Flectonotus och familjen tandpaddor.

## Utbredning
Paddan finns i sydöstra Brasiliens bergstrakter.

## Vanor
Paddan är en bergsart som lever mellan 600 och 1 200 meters höjd, eventuellt högre i bambudungar och bland löven i undervegetationen i urskogar. Arten är inte speciellt känslig för störningar. Hos släktet Flectonotus har honan en pung på ryggen, och under amplexus, parningsomfamningen, håller hanen bakbenen inuti denna, där även äggen samlas. Honan bär sedan äggen på ryggen tills de är stora nog för att placeras i vattenfyllda bambustjälkar. Ynglen förtär ingen föda förrän de är fullbildade, utan lever på innehållet i sina gulesäckar.

## Status
Flectonotus ohausi är klassificerad som livskraftig ("LC") av IUCN, och populationen är stabil.